# جيو فين صن
جيو فين صن (من مواليد 16 نوفمبر 1964) هي لاعبة كرة لينة إيطالية شاركت في دورة الألعاب الأولمبية الصيفية لعام 2000.